# 基茨比厄尔网球场
基茨比厄尔网球场（Tennis Stadium Kitzbühel）是一个位于奥地利基茨比厄尔的网球场，是基茨比厄尔网球俱乐部（Kitzbüheler Tennisclub, KTC）的中心球场。该体育场自1945年以来一直是奥地利公开赛的主办场地。